# Sellait
Sellait (Strüver 1868) MgF2, je čtverečný minerál.

## Morfologie

### M. krystalů
Tvoří krátce i dlouze sloupcovité až jehlicovité krystaly. Na krystalech vyvinuty tvary a {010}, m {110}, h {210}, e {011}, β {112}, s {111}, n {221}, W {551}, p {111}. Krystaly dvojčatí podle {101} a jsou podobné dvojčatům rutilu. Velikost krystalů dosahuje až 5 cm

### M. agregátů
Tvoří vláknité agregáty.

## Krystalografie

### Mřížkové parametry
ao=4,623, co=3,052, Z=2

### Prostorová grupa
P42/mnm

### Difrakční linie
3,267(100;110), 2,547(15;101), 2,231(76;111), 2,067(24;210), 1,711(56;211), 1,633(20;220), 1,374(22;301)

## Fyzikální vlastnosti

### Neoptické
Štěpnost má podle {100} a {110} dokonalou, podle {101} nedokonalou, je křehký, lom má lasturnatý. T=5-6, h=3,147-3,176. UV záření fosforeskuje (zelená a modrá).

### Optické

#### Makroskopické
Je bezbarvý, bílý, někdy i růžový, průhledný, skelně lesklý.

#### Mikroskopické

##### V procházejícím světle
Je bezbarvý, opticky jednoosý (+) No=1,378, Ne=1,390 (pro Na-světlo), často anomálně dvojosý s 2V=67°, protažení (+), zrna jsou někdy charakteristická mozaikovitým zhášením.

## Chemické vlastnosti

### Infračervená nebo Ramanovská spektroskopie
V IČ spektru je silný vibrační pás na vlnočtu 3615 cm−1.

### Rozpustnost
Ve vodě téměř nerozpustný, rozpouští se v koncentrované kyselině sírové za uvolňování HF.

## Administrativní údaje

### Původ názvu minerálu
Nazván podle italského mineraloga K. Sella (1827-1884).

### Uložení typového materiálu
neuvedeno

### Status IMA
G - uznané nerosty popsané před založením komise (grandfathered)

### Systematické zatřídění
9.2.2. (Dana), III.A.6. Řada sellaitu (Strunz)

## Vznik a výskyt
Popsán z Vesuvu v Itálii z bloků kontaktně metamorfovaných vápenců s anhydritem, sádrovcem a wagneritem.

## Praktický význam
nemá